# サン・マルシャル楽派
サン・マルシャル楽派（サン・マルシャルがくは）は、南フランスのリモージュにかつて建てられていたサン・マルシャル（St. Martial）修道院に残されていた1100年頃と見られるトロープス集の写本（B.N.F. Paris, ms. lat. 1121）から、その修道院を中心に装飾の多いオルガヌムを作曲して初期の多声音楽を発展させたと推定されている人々の事である。一方、この写本以外に記録は残されておらず、またフランス南部の中世アキテーヌ地方（現在のアキテーヌよりずっと広くフランス南西部全体を指していた）各地で作られた曲が収集されたものとも解釈できるため、現在では「楽派」と言う程の活動があったかどうか不明として、単に「アキテーヌ地方（様式）のポリフォニー音楽」と呼ばれるようになってきている。
この写本のオルガヌムでは、元となる旋律が長く伸ばされて、付随する声部がいろいろな長さで装飾された形で歌われた。こうしたオルガヌムをメリスマ型オルガヌムと言う事がある。9世紀にスイスのザンクト・ガレン（聖ガルス）修道院で始まったトロープス等に見られる原始的な多声音楽が洗練されたものとして発展したものであり、中世の西洋音楽における本格的な多声音楽の始まりとなるものである。
フランスはこれ以降、パリのノートルダム楽派など、中世後期の多声音楽の中心地となった。